# Прибић Црквени
Прибић Црквени (хрв. Pribić Crkveni) је насељено место у саставу општине Крашић, Загребачка жупанија, Хрватска.

## Историја
До територијалне реорганизације у Хрватској био је у саставу старе општине Јастребарско.

## Становништво
У попису становништва из 2011. године, Прибић Црквени је имао 173 становника.
| Број становника према пописима | Број становника према пописима | Број становника према пописима | Број становника према пописима | Број становника према пописима | Број становника према пописима | Број становника према пописима | Број становника према пописима | Број становника према пописима | Број становника према пописима | Број становника према пописима | Број становника према пописима | Број становника према пописима | Број становника према пописима | Број становника према пописима | Број становника према пописима |
| ------------------------------ | ------------------------------ | ------------------------------ | ------------------------------ | ------------------------------ | ------------------------------ | ------------------------------ | ------------------------------ | ------------------------------ | ------------------------------ | ------------------------------ | ------------------------------ | ------------------------------ | ------------------------------ | ------------------------------ | ------------------------------ |
| 1857                           | 1869                           | 1880                           | 1890                           | 1900                           | 1910                           | 1921                           | 1931                           | 1948                           | 1953                           | 1961                           | 1971                           | 1981                           | 1991                           | 2001                           | 2011                           |
| 152                            | 190                            | 224                            | 195                            | 234                            | 286                            | 268                            | 314                            | 225                            | 210                            | 172                            | 168                            | 147                            | 173                            | 184                            | 173                            |

Напомена: Од 1910. до 1948. садржи део података за насеље Прибић.